# Koncerty w Trójce vol. 8 – Buldog
Koncerty w Trójce vol. 8 – Buldog – czwarty album formacji Buldog, pierwszy koncertowy. Album jest zapisem koncertu zespołu, który odbył się 12 października 2012 roku w Studiu Polskiego Radia im. Agnieszki Osieckiej i był transmitowany na żywo przez Program Trzeci Polskiego Radia. Jego premiera odbyła się 21 października 2013 – jest to ósmy album z serii „Koncerty w Trójce”. 
Album zawiera 17 utworów oraz dodatkowych 7 ścieżek z zapowiedziami.  
Na płycie znalazły się utwory z dwóch poprzednich płyt zespołu – osiem utworów z Chrystus miasta i osiem utworów z Laudatores Temporis Acti – oraz jeden utwór zespołu Akurat z płyty Prowincja. 

## Lista utworów
1. Słowo wstępne – 0:48
2. "Chrystus miasta" (muz. Buldog, sł. Julian Tuwim, album Chrystus miasta) – 6:26
3. Zapowiedź – 0:21
4. "Modlitwa za rzeczy" (muz. Buldog, sł. Tadeusz Gajcy, album Laudatores Temporis Acti) – 4:27
5. "Nędza" (muz. Buldog, sł. Julian Tuwim, album Chrystus miasta) – 3:01
6. "Venus" (muz. Buldog, sł. Julian Tuwim, album Laudatores Temporis Acti) – 5:41
7. "Ostry erotyk" (muz. Buldog, sł. Julian Tuwim, album Chrystus miasta) – 5:05
8. Zapowiedź – 0:11
9. "Jeżeli jest" (muz. Buldog, sł. Agnieszka Osiecka, album Laudatores Temporis Acti) – 4:03
10. "Piosenka o Bośni" (muz. Buldog, sł. Josif Brodski, tłum. Stanisław Barańczak, album Laudatores Temporis Acti) – 4:12
11. Zapowiedź – 0:14
12. "Niczyj" (muz. Buldog, sł. Julian Tuwim, album Laudatores Temporis Acti) – 3:58
13. "To nie jest moja ziemia" (muz. Buldog, sł. Tomasz Kłaptocz, album Chrystus miasta) – 3:49
14. "Do generałów" (muz. Buldog, sł. Julian Tuwim, album Chrystus miasta) – 3:36
15. Zapowiedź – 0:19
16. "Do prostego człowieka" (muz. Akurat, sł. Julian Tuwim, album Prowincja) – 4:32
17. Zapowiedź – 0:11
18. "Daremne żale" (muz. Buldog, sł. Adam Asnyk, album Laudatores Temporis Acti) – 4:41
19. "Humoreska" (muz. Buldog, sł. Julian Tuwim, album Laudatores Temporis Acti) – 4:03
20. "Tekst do wygrawerowania na nierdzewnej bransoletce, noszonej stale na przegubie na wypadek nagłego zaniku pamięci" (muz. Buldog, sł. Stanisław Barańczak, album Chrystus miasta) – 4:21
21. "XI" (muz. Buldog, sł. Stanisław Barańczak, album Chrystus miasta) – 3:07
22. "Pewnej zimy w pewnym mieście" (muz. Buldog, sł. Wiktor Woroszylski, album Laudatores Temporis Acti) – 3:52
23. Słowo – 0:19
24. "Ty" (muz. Buldog, sł. Julian Tuwim, album Chrystus miasta) – 2:21

## Twórcy
- Tomasz Kłaptocz – wokal
- Piotr Wieteska – gitara basowa
- Jacek Szymoniak – instrumenty klawiszowe
- Adam Swędera – perkusja
- Grzegorz Kupczyński (DJ George) – adaptery
- Janusz Zdunek – trąbka
- Mariusz Godzina – saksofon tenorowy i klarnet
- Jarosław Ważny – puzon
- Radek Łukasiewicz – gitara

- Piotr Kordaszewski – zapowiedź
- Jacek Gładkowski – dźwięk
- Przemysław Nowak – dźwięk
- Adam Toczko – mastering
- Zofia Sylwin – produkcja koncertu
- Jan Borkowski – redaktor koncertu